# O Rei do Carimã
O Rei do Carimã é um documentário brasileiro de 2009 dirigido por Tata Amaral e integrante do Projeto DOCTV SP III.

## Participação
- Tata Amaral
- Jayme Piza do Amaral
- Antônio Piza de Souza Amaral
- Carolina Veraldi
- Alberto Brandão Muylaert
- Alex Ades